# Champosoult
Champosoult é uma comuna francesa na região administrativa da Normandia, no departamento de Orne. Estende-se por uma área de 7,01 km². Em 2010 a comuna tinha 97 habitantes (densidade: 13,8 hab./km²).